# Первомайский (Красношадымское сельское поселение)
Первомайский — посёлок Ковылкинского района Республики Мордовия в составе Красношадымского сельского поселения.

## География
Находится на расстоянии примерно 20 километров по прямой на юг-юго-восток от районного центра города Ковылкино.

## История
Основан в 1920-х годах.

## Население
Постоянное население составляло 26 человек (русские 96 %) в 2002 году, 12 в 2010 году.